# Йоганн Лозерт
Йоганн Лозерт (нім. Johann Loserth, нар. 1 вересня 1846, Фульнек, Оломоуцький край, Моравія — 30 серпня 1936, Грац) — моравсько-австрійський історик.

## Життєпис
Йоганн Лозерт навчався в університетах Тюбінгена та Відня, де здобув ступінь доктора філософії. Після завершення навчання працював учителем у старшій школі. У 1875 році його було призначено професором загальної історії в Чернівецькому університеті імені Франца Йосифа. З 1879 року він був членом Грацького академічного братства «Армінія». Його особливо цікавила історія Моравії, гуситства, анабаптистів та історія Реформації та Контрреформації в Каринтії, Штирії та Крайні та сусідніх країнах. Він перейняв наукову спадщину Йозефа Бека з Маннагетти та Лерхенау щодо анабаптистського руху та продовжив його дослідження. Його великий літературний доробок налічує близько 300 найменувань. Його праця «Реформація та Контрреформація у внутрішніх австрійських землях» (Reformation und Gegenreformation in den innerösterreichischen Ländern) вважається «віхою» в історіографії австрійського протестантизму.
У 1893 році він перейшов до Грацького університету імені Карла-Франца, де очолював кафедру середньовічної та нової історії та став почесним професором у 1917 році. З 1893 року він був членом Історичної провінційної комісії Штирії, з 1896 року членом-кореспондентом, а з 1933 року дійсним членом Австрійської академії наук, з 1908 року дійсним членом Королівського богемського товариства наук та удостоєний звання гофрата (радника суду).